# Спутник (премия, 2019)
23-я церемония вручения наград премии «Спутник», присуждаемых Международной пресс-академией за заслуги в области кинематографа и телевидения за 2018 год состоялась 22 февраля 2019 года в Лос-Анджелесе, Калифорния. Номинанты и лауреаты специальных наград были объявлены 28 ноября 2018 года. Объявление лауреатов в кино- и теле- номинациях состоялось 3 января 2019 года.

## Список лауреатов и номинантов
• Победители выделены отдельным цветом. 

### Кино
| Категория                                                                   | Лауреаты и номинанты                                                            |
| --------------------------------------------------------------------------- | ------------------------------------------------------------------------------- |
| Лучший фильм (Драма)                                                        | • Если Бил-стрит могла бы заговорить / If Beale Street Could Talk               |
| Лучший фильм (Драма)                                                        | • Чёрная пантера / Black Panther                                                |
| Лучший фильм (Драма)                                                        | • Человек на Луне / First Man                                                   |
| Лучший фильм (Драма)                                                        | • Реинкарнация / Hereditary                                                     |
| Лучший фильм (Драма)                                                        | • Две королевы / Mary Queen of Scots                                            |
| Лучший фильм (Драма)                                                        | • Вдовы / Widows                                                                |
| Лучший фильм (Комедия или мюзикл)                                           | • Звезда родилась / A Star Is Born                                              |
| Лучший фильм (Комедия или мюзикл)                                           | • Безумно богатые азиаты / Crazy Rich Asians                                    |
| Лучший фильм (Комедия или мюзикл)                                           | • Фаворитка / The Favourite                                                     |
| Лучший фильм (Комедия или мюзикл)                                           | • Зелёная книга / Green Book                                                    |
| Лучший фильм (Комедия или мюзикл)                                           | • Мэри Поппинс возвращается / Mary Poppins Returns                              |
| Лучший фильм (Комедия или мюзикл)                                           | • Нико, 1988 / Nico, 1988                                                       |
| Лучший независимый фильм (Motion Picture, Independent)                      | • Чёрный клановец / BlacKkKlansman                                              |
| Лучший независимый фильм (Motion Picture, Independent)                      | • Восьмой класс / Eighth Grade                                                  |
| Лучший независимый фильм (Motion Picture, Independent)                      | • Дневник пастыря / First Reformed                                              |
| Лучший независимый фильм (Motion Picture, Independent)                      | • Не оставляй следов / Leave No Trace                                           |
| Лучший независимый фильм (Motion Picture, Independent)                      | • Частная жизнь / Private Life                                                  |
| Лучший независимый фильм (Motion Picture, Independent)                      | • Частная война / A Private War                                                 |
| Лучшая режиссура                                                            | • Альфонсо Куарон — «Рома»                                                      |
| Лучшая режиссура                                                            | • Брэдли Купер — «Звезда родилась»                                              |
| Лучшая режиссура                                                            | • Питер Фаррелли — «Зелёная книга»                                              |
| Лучшая режиссура                                                            | • Барри Дженкинс — «Если Бил-стрит могла бы заговорить»                         |
| Лучшая режиссура                                                            | • Йоргос Лантимос — «Фаворитка»                                                 |
| Лучшая режиссура                                                            | • Спайк Ли — «Чёрный клановец»                                                  |
| Лучший актёр в драматическом фильме (независимом или иностранном)           | • Уиллем Дефо — «Ван Гог. На пороге вечности» (за роль Винсента ван Гога)       |
| Лучший актёр в драматическом фильме (независимом или иностранном)           | • Бен Фостер — «Не оставляй следов» (за роль Уилла)                             |
| Лучший актёр в драматическом фильме (независимом или иностранном)           | • Райан Гослинг — «Человек на Луне» (за роль Нила Армстронга)                   |
| Лучший актёр в драматическом фильме (независимом или иностранном)           | • Итан Хоук — «Дневник пастыря» (за роль Эрнста Толлера)                        |
| Лучший актёр в драматическом фильме (независимом или иностранном)           | • Лукас Хеджес — «Стёртая личность» (за роль Джареда Эмонса)                    |
| Лучший актёр в драматическом фильме (независимом или иностранном)           | • Роберт Редфорд — «Старик и ружьё» (за роль Форреста Такера)                   |
| Лучшая актриса в драматическом фильме (независимом или иностранном)         | • Гленн Клоуз — «Жена» (за роль Джоан Каслман)                                  |
| Лучшая актриса в драматическом фильме (независимом или иностранном)         | • Ялица Апарисио — «Рома» (за роль Клео)                                        |
| Лучшая актриса в драматическом фильме (независимом или иностранном)         | • Виола Дэвис — «Вдовы» (за роль Вероники Роулингс)                             |
| Лучшая актриса в драматическом фильме (независимом или иностранном)         | • Николь Кидман — «Время возмездия» (за роль Эрин Белл)                         |
| Лучшая актриса в драматическом фильме (независимом или иностранном)         | • Мелисса Маккарти — «Сможете ли вы меня простить?» (за роль Ли Израэль)        |
| Лучшая актриса в драматическом фильме (независимом или иностранном)         | • Розамунд Пайк — «Частная война» (за роль Мэри Колвин)                         |
| Лучший актёр в комедии или мюзикле (или независимом и иностранном фильме)   | • Рами Малек — «Богемская рапсодия» (за роль Фредди Меркьюри)                   |
| Лучший актёр в комедии или мюзикле (или независимом и иностранном фильме)   | • Брэдли Купер — «Звезда родилась» (за роль Джексона Мэйна)                     |
| Лучший актёр в комедии или мюзикле (или независимом и иностранном фильме)   | • Лин-Мануэль Миранда — «Мэри Поппинс возвращается» (за роль Джека)             |
| Лучший актёр в комедии или мюзикле (или независимом и иностранном фильме)   | • Вигго Мортенсен — «Зелёная книга» (за роль Тони Липа)                         |
| Лучший актёр в комедии или мюзикле (или независимом и иностранном фильме)   | • Ник Робинсон — «С любовью, Саймон» (за роль Саймона Спира)                    |
| Лучший актёр в комедии или мюзикле (или независимом и иностранном фильме)   | • Джон Дэвид Вашингтон — «Чёрный клановец» (за роль Рона Сталворта)             |
| Лучшая актриса в комедии или мюзикле (или независимом и иностранном фильме) | • Оливия Колман — «Фаворитка» (за роль королевы Анны)                           |
| Лучшая актриса в комедии или мюзикле (или независимом и иностранном фильме) | • Эмили Блант — «Мэри Поппинс возвращается» (за роль Мэри Поппинс)              |
| Лучшая актриса в комедии или мюзикле (или независимом и иностранном фильме) | • Трине Дюрхольм — «Нико, 1988» (за роль Кристы Пэффген / Нико)                 |
| Лучшая актриса в комедии или мюзикле (или независимом и иностранном фильме) | • Элси Фишер — «Восьмой класс» (за роль Кейлы Дэй)                              |
| Лучшая актриса в комедии или мюзикле (или независимом и иностранном фильме) | • Леди Гага — «Звезда родилась» (за роль Элли)                                  |
| Лучшая актриса в комедии или мюзикле (или независимом и иностранном фильме) | • Констанс Ву — «Безумно богатые азиаты» (за роль Рейчел Чу)                    |
| Лучший актёр второго плана                                                  | • Ричард Э. Грант — «Сможете ли вы меня простить?» (за роль Джека Хока)         |
| Лучший актёр второго плана                                                  | • Махершала Али — «Зелёная книга» (за роль Дона Ширли)                          |
| Лучший актёр второго плана                                                  | • Тимоти Шаламе — «Красивый мальчик» (за роль Ника Шеффа)                       |
| Лучший актёр второго плана                                                  | • Рассел Кроу — «Стёртая личность» (за роль Маршалла Эмонса)                    |
| Лучший актёр второго плана                                                  | • Адам Драйвер — «Чёрный клановец» (за роль Флипа Циммермана)                   |
| Лучший актёр второго плана                                                  | • Сэм Эллиотт — «Звезда родилась» (за роль Бобби)                               |
| Лучшая актриса второго плана                                                | • Реджина Кинг — «Если Бил-стрит могла бы заговорить» (за роль Шэрон Риверс)    |
| Лучшая актриса второго плана                                                | • Клэр Фой — «Человек на Луне» (за роль Дженет Армстронг)                       |
| Лучшая актриса второго плана                                                | • Николь Кидман — «Стёртая личность» (за роль Нэнси Эмонс)                      |
| Лучшая актриса второго плана                                                | • Марго Робби — «Две королевы» (за роль королевы Елизаветы I)                   |
| Лучшая актриса второго плана                                                | • Эмма Стоун — «Фаворитка» (за роль Эбигейл Машэм)                              |
| Лучшая актриса второго плана                                                | • Рэйчел Вайс — «Фаворитка» (за роль леди Сары)                                 |
| Лучший оригинальный сценарий                                                | • Альфонсо Куарон — «Рома»                                                      |
| Лучший оригинальный сценарий                                                | • Бо Бёрнэм — «Восьмой класс»                                                   |
| Лучший оригинальный сценарий                                                | • Дебора Дэвис, Тони Макнамара — «Фаворитка»                                    |
| Лучший оригинальный сценарий                                                | • Джон Красински, Скотт Бек, Брайан Вудс — «Тихое место»                        |
| Лучший оригинальный сценарий                                                | • Пол Шредер — «Дневник пастыря»                                                |
| Лучший оригинальный сценарий                                                | • Ник Валлелонга, Брайан Хэйес Карри, Питер Фаррелли — «Зелёная книга»          |
| Лучший адаптированный сценарий                                              | • Николь Холофсенер, Джефф Уитти — «Сможете ли вы меня простить?»               |
| Лучший адаптированный сценарий                                              | • Брэдли Купер, Эрик Рот — «Звезда родилась»                                    |
| Лучший адаптированный сценарий                                              | • Дебра Граник, Энн Роселлини — «Не оставляй следов»                            |
| Лучший адаптированный сценарий                                              | • Барри Дженкинс — «Если Бил-стрит могла бы заговорить»                         |
| Лучший адаптированный сценарий                                              | • Армандо Ианнуччи, Дэвид Шнайдер, Йен Мартин, Питер Феллоуз — «Смерть Сталина» |
| Лучший адаптированный сценарий                                              | • Спайк Ли, Дэвид Рабинович, Кевин Уиллмотт, Чарли Вачтел — «Чёрный клановец»   |
| Лучшая музыка к фильму                                                      | • Джастин Гурвиц — «Человек на Луне»                                            |
| Лучшая музыка к фильму                                                      | • Томас Адес — «Колетт»                                                         |
| Лучшая музыка к фильму                                                      | • Теренс Бланшар — «Чёрный клановец»                                            |
| Лучшая музыка к фильму                                                      | • Николас Брителл — «Если Бил-стрит могла бы заговорить»                        |
| Лучшая музыка к фильму                                                      | • Александр Деспла — «Братья Систерс»                                           |
| Лучшая музыка к фильму                                                      | • Ханс Циммер — «Вдовы»                                                         |
| Лучшая песня                                                                | • Shallow — «Звезда родилась»                                                   |
| Лучшая песня                                                                | • All the Stars — «Чёрная пантера»                                              |
| Лучшая песня                                                                | • Can You Imagine That? — «Мэри Поппинс возвращается»                           |
| Лучшая песня                                                                | • Requiem for a Private War — «Частная война»                                   |
| Лучшая песня                                                                | • Revelation — «Стёртая личность»                                               |
| Лучшая песня                                                                | • Strawberries & Cigarettes — «С любовью, Саймон»                               |
| Лучший монтаж                                                               | • Альфонсо Куарон — «Рома»                                                      |
| Лучший монтаж                                                               | • Бэрри Александер Браун — «Чёрный клановец»                                    |
| Лучший монтаж                                                               | • Джей Кэссиди — «Звезда родилась»                                              |
| Лучший монтаж                                                               | • Том Кросс — «Человек на Луне»                                                 |
| Лучший монтаж                                                               | • Джои Макмиллон, Нат Сандерс — «Если Бил-стрит могла бы заговорить»            |
| Лучший монтаж                                                               | • Джо Уокер — «Вдовы»                                                           |
| Лучшая операторская работа                                                  | • Мэттью Либатик — «Звезда родилась»                                            |
| Лучшая операторская работа                                                  | • Альфонсо Куарон — «Рома»                                                      |
| Лучшая операторская работа                                                  | • Джеймс Лэкстон — «Если Бил-стрит могла бы заговорить»                         |
| Лучшая операторская работа                                                  | • Робби Райан — «Фаворитка»                                                     |
| Лучшая операторская работа                                                  | • Рэйчел Моррисон — «Чёрная пантера»                                            |
| Лучшая операторская работа                                                  | • Лукаш Зал — «Холодная война»                                                  |
| Лучшая работа художника (Art Direction and Production Design)               | • «Мэри Поппинс возвращается»                                                   |
| Лучшая работа художника (Art Direction and Production Design)               | • «Чёрная пантера»                                                              |
| Лучшая работа художника (Art Direction and Production Design)               | • «Фантастические твари: Преступления Грин-де-Вальда»                           |
| Лучшая работа художника (Art Direction and Production Design)               | • «Фаворитка»                                                                   |
| Лучшая работа художника (Art Direction and Production Design)               | • «Человек на Луне»                                                             |
| Лучшая работа художника (Art Direction and Production Design)               | • «Рома»                                                                        |
| Лучший дизайн костюмов                                                      | • Сэнди Пауэлл — «Фаворитка»                                                    |
| Лучший дизайн костюмов                                                      | • Коллин Этвуд — «Фантастические твари: Преступления Грин-де-Вальда»            |
| Лучший дизайн костюмов                                                      | • Эрин Бенач — «Звезда родилась»                                                |
| Лучший дизайн костюмов                                                      | • Александра Бирн — «Две королевы»                                              |
| Лучший дизайн костюмов                                                      | • Рут Э. Картер — «Чёрная пантера»                                              |
| Лучший дизайн костюмов                                                      | • Андреа Флеш — «Колетт»                                                        |
| Лучший звук (монтаж и микс) Sound (Editing and Mixing)                      | • «Тихое место»                                                                 |
| Лучший звук (монтаж и микс) Sound (Editing and Mixing)                      | • «Чёрная пантера»                                                              |
| Лучший звук (монтаж и микс) Sound (Editing and Mixing)                      | • «Человек на Луне»                                                             |
| Лучший звук (монтаж и микс) Sound (Editing and Mixing)                      | • «Мэри Поппинс возвращается»                                                   |
| Лучший звук (монтаж и микс) Sound (Editing and Mixing)                      | • «Рома»                                                                        |
| Лучший звук (монтаж и микс) Sound (Editing and Mixing)                      | • «Звезда родилась»                                                             |
| Лучшие визуальные эффекты                                                   | • «Чёрная пантера»                                                              |
| Лучшие визуальные эффекты                                                   | • «Мстители: Война бесконечности»                                               |
| Лучшие визуальные эффекты                                                   | • «Фантастические твари: Преступления Грин-де-Вальда»                           |
| Лучшие визуальные эффекты                                                   | • «Мир юрского периода 2»                                                       |
| Лучшие визуальные эффекты                                                   | • «Рэмпейдж»                                                                    |
| Лучшие визуальные эффекты                                                   | • «Первому игроку приготовиться»                                                |
| Лучший документальный фильм                                                 | • Minding the Gap                                                               |
| Лучший документальный фильм                                                 | • Преступление + наказание / Crime + Punishment                                 |
| Лучший документальный фильм                                                 | • Свободный подъём в одиночку / Free Solo                                       |
| Лучший документальный фильм                                                 | • РБГ / RBG                                                                     |
| Лучший документальный фильм                                                 | • Три одинаковых незнакомца / Three Identical Strangers                         |
| Лучший документальный фильм                                                 | • Будешь моим соседом? / Won’t You Be My Neighbor?                              |
| Лучший анимационный фильм (Motion Picture, Animated or Mixed Media)         | • Остров собак / Isle of Dogs                                                   |
| Лучший анимационный фильм (Motion Picture, Animated or Mixed Media)         | • Суперсемейка 2 / Incredibles 2                                                |
| Лучший анимационный фильм (Motion Picture, Animated or Mixed Media)         | • Лиз и синяя птица / Liz and the Blue Bird                                     |
| Лучший анимационный фильм (Motion Picture, Animated or Mixed Media)         | • Мирай из будущего / Mirai                                                     |
| Лучший анимационный фильм (Motion Picture, Animated or Mixed Media)         | • Ральф против интернета / Ralph Breaks the Internet                            |
| Лучший анимационный фильм (Motion Picture, Animated or Mixed Media)         | • Ограбление по Фрейду / Ruben Brandt, a gyűjtő                                 |
| Лучший иностранный фильм (Motion Picture, International Film)               | • Рома / Roma (Мексика)                                                         |
| Лучший иностранный фильм (Motion Picture, International Film)               | • Кондитер / האופה מברלין / The Cakemaker (Израиль)                             |
| Лучший иностранный фильм (Motion Picture, International Film)               | • Холодная война / Zimna wojna (Польша)                                         |
| Лучший иностранный фильм (Motion Picture, International Film)               | • Виновный / Den skyldige (Дания)                                               |
| Лучший иностранный фильм (Motion Picture, International Film)               | • Я не ведьма / I Am Not a Witch (Великобритания)                               |
| Лучший иностранный фильм (Motion Picture, International Film)               | • Магазинные воришки / 万引き家族 (Япония)                                      |

### Телевизионные категории
| Категории                                                               | Лауреаты и номинанты |
| ----------------------------------------------------------------------- | --- |
| Лучший телевизионный сериал (драма)                                     | • Возвращение домой / Homecoming                                                                                         |
| Лучший телевизионный сериал (драма)                                     | • Жирным шрифтом / The Bold Type                                                                                         |
| Лучший телевизионный сериал (драма)                                     | • Рассказ служанки / The Handmaid’s Tale                                                                                 |
| Лучший телевизионный сериал (драма)                                     | • Мистер Мерседес / Mr. Mercedes                                                                                         |
| Лучший телевизионный сериал (драма)                                     | • Наследники / Succession                                                                                                |
| Лучший телевизионный сериал (драма)                                     | • Это мы / This Is Us |
| Лучший телевизионный сериал (комедия или мюзикл)                        | • Ложа 49 / Lodge 49 |
| Лучший телевизионный сериал (комедия или мюзикл)                        | • Замедленное развитие / Arrested Development                                                                            |
| Лучший телевизионный сериал (комедия или мюзикл)                        | • Атланта / Atlanta |
| Лучший телевизионный сериал (комедия или мюзикл)                        | • Барри / Barry |
| Лучший телевизионный сериал (комедия или мюзикл)                        | • Черноватый / Black-ish                                                                                                 |
| Лучший телевизионный сериал (комедия или мюзикл)                        | • В лучшем мире / The Good Place                                                                                         |
| Лучший телевизионный сериал (комедия или мюзикл)                        | • Белая ворона / Insecure                                                                                                |
| Лучший мини-сериал                                                      | • Убийство Джанни Версаче: Американская история преступлений / The Assassination of Gianni Versace: American Crime Story |
| Лучший мини-сериал                                                      | • Призрачная башня / The Looming Tower                                                                                   |
| Лучший мини-сериал                                                      | • Патрик Мелроуз / Patrick Melrose                                                                                       |
| Лучший мини-сериал                                                      | • Острые предметы / Sharp Objects                                                                                        |
| Лучший мини-сериал                                                      | • Очень английский скандал / A Very English Scandal                                                                      |
| Лучший телефильм                                                        | • Рассказ / The Tale |
| Лучший телефильм                                                        | • Бремя / Cargo |
| Лучший телефильм                                                        | • Her Only Choice |
| Лучший телефильм                                                        | • Король Лир / King Lear                                                                                                 |
| Лучший жанровый сериал (Best Television Series, Genre)                  | • Террор / The Terror |
| Лучший жанровый сериал (Best Television Series, Genre)                  | • Касл-Рок / Castle Rock                                                                                                 |
| Лучший жанровый сериал (Best Television Series, Genre)                  | • По ту сторону / Counterpart                                                                                            |
| Лучший жанровый сериал (Best Television Series, Genre)                  | • Доктор Кто / Doctor Who                                                                                                |
| Лучший жанровый сериал (Best Television Series, Genre)                  | • Человек в высоком замке / The Man in the High Castle                                                                   |
| Лучший актёр в драматическом или жанровом телесериале                   | • Брендан Глисон — «Мистер Мерседес» (за роль детектива Билла Ходжеса)                                                   |
| Лучший актёр в драматическом или жанровом телесериале                   | • Джейсон Бейтман — «Озарк» (за роль Мартина «Марти» Бёрда)                                                              |
| Лучший актёр в драматическом или жанровом телесериале                   | • Боб Оденкерк — «Лучше звоните Солу» (за роль Сола Гудмана / Джимми Макгилла)                                           |
| Лучший актёр в драматическом или жанровом телесериале                   | • Мэттью Риз — «Американцы» (за роль Филипа Дженнингса)                                                                  |
| Лучший актёр в драматическом или жанровом телесериале                   | • Джей Кей Симмонс — «По ту сторону» (за роль Говарда Силка)                                                             |
| Лучший актёр в драматическом или жанровом телесериале                   | • Билли Боб Торнтон — «Голиаф» (за роль Билли Макбрайда)                                                                 |
| Лучшая актриса в драматическом или жанровом телесериале                 | • Джулия Робертс — «Возвращение домой» (за роль Хайди Бергман)                                                           |
| Лучшая актриса в драматическом или жанровом телесериале                 | • Элизабет Мосс — «Рассказ служанки» (за роль Джун Осборн)                                                               |
| Лучшая актриса в драматическом или жанровом телесериале                 | • Сандра О — «Убивая Еву» (за роль Евы Поластри)                                                                         |
| Лучшая актриса в драматическом или жанровом телесериале                 | • Кери Расселл — «Американцы» (за роль Элизабет Дженнингс)                                                               |
| Лучшая актриса в драматическом или жанровом телесериале                 | • Джоди Уиттакер — «Доктор Кто» (за роль Доктора)                                                                        |
| Лучший актёр в комедийном телесериале или мюзикле                       | • Билл Хейдер — «Барри» (за роль Барри Беркмана)                                                                         |
| Лучший актёр в комедийном телесериале или мюзикле                       | • Энтони Андерсон — «Черноватый» (за роль Андре «Дре» Джонсона)                                                          |
| Лучший актёр в комедийном телесериале или мюзикле                       | • Тед Дэнсон — «В лучшем мире» (за роль Майкла)                                                                          |
| Лучший актёр в комедийном телесериале или мюзикле                       | • Дональд Гловер — «Атланта» (за роль Эрнеста «Эрна» Маркса)                                                             |
| Лучший актёр в комедийном телесериале или мюзикле                       | • Уильям Х. Мэйси — «Бесстыдники» (за роль Фрэнка Галлагера)                                                             |
| Лучший актёр в комедийном телесериале или мюзикле                       | • Томас Миддлдитч — «Кремниевая долина» (за роль Ричарда Хендрикса)                                                      |
| Лучшая актриса в комедийном телесериале или мюзикле                     | • Исса Рэй — «Белая ворона» (за роль Иссы Ди)                                                                            |
| Лучшая актриса в комедийном телесериале или мюзикле                     | • Элисон Бри — «Блеск» (за роль Рут «Зои-разрушительницы» Уайлдер)                                                       |
| Лучшая актриса в комедийном телесериале или мюзикле                     | • Кристина Хендрикс — «Хорошие девчонки» (за роль Бет Боланд)                                                            |
| Лучшая актриса в комедийном телесериале или мюзикле                     | • Элли Кемпер — «Несгибаемая Кимми Шмидт» (за роль Кимберли «Кимми» Шмидт)                                               |
| Лучшая актриса в комедийном телесериале или мюзикле                     | • Ниси Нэш — «Когти» (за роль Дэсны Симмс)                                                                               |
| Лучшая актриса в комедийном телесериале или мюзикле                     | • Трейси Эллис Росс — «Черноватый» (за роль Рейнбоу Джонсон)                                                             |
| Лучший актёр в мини-сериале или телефильме                              | • Даррен Крисс — «Убийство Джанни Версаче: Американская история преступлений» (за роль Эндрю Кьюненена)                  |
| Лучший актёр в мини-сериале или телефильме                              | • Даниэль Брюль — «Алиенист» (за роль доктора Ласло Крайцлера)                                                           |
| Лучший актёр в мини-сериале или телефильме                              | • Бенедикт Камбербэтч — «Патрик Мелроуз» (за роль Патрика Мелроуза)                                                      |
| Лучший актёр в мини-сериале или телефильме                              | • Джефф Дэниэлс — «Призрачная башня» (за роль Джона О’Нила)                                                              |
| Лучший актёр в мини-сериале или телефильме                              | • Хью Грант — «Очень английский скандал» (за роль Джереми Торпа)                                                         |
| Лучший актёр в мини-сериале или телефильме                              | • Джаред Харрис — «Террор» (за роль капитана Фрэнсиса Крозье)                                                            |
| Лучшая актриса в мини-сериале или телефильме                            | • Эми Адамс — «Острые предметы» (за роль Камиллы Прикер)                                                                 |
| Лучшая актриса в мини-сериале или телефильме                            | • Лора Дерн — «Рассказ» (за роль Дженнифер Фокс)                                                                         |
| Лучшая актриса в мини-сериале или телефильме                            | • Дакота Фэннинг — «Алиенист» (за роль Сары Говард)                                                                      |
| Лучшая актриса в мини-сериале или телефильме                            | • Эмма Стоун — «Маньяк» (за роль Энни Ландсберг)                                                                         |
| Лучший актёр второго плана в телесериале, мини-сериале или телефильме   | • Хьюго Уивинг — «Патрик Мелроуз» (за роль Дэвида Мелроуза)                                                              |
| Лучший актёр второго плана в телесериале, мини-сериале или телефильме   | • Марк Дюпласс — «Голиаф» (за роль Тома Уайатта)                                                                         |
| Лучший актёр второго плана в телесериале, мини-сериале или телефильме   | • Джон Макмиллан — «Король Лир» (за роль Эдмунда)                                                                        |
| Лучший актёр второго плана в телесериале, мини-сериале или телефильме   | • Эдгар Рамирес — «Убийство Джанни Версаче: Американская история преступлений» (за роль Джанни Версаче)                  |
| Лучший актёр второго плана в телесериале, мини-сериале или телефильме   | • Пол Рэди — «Террор» (за роль Гарри Гудсира)                                                                            |
| Лучший актёр второго плана в телесериале, мини-сериале или телефильме   | • Бен Уишоу — «Очень английский скандал» (за роль Нормана Скотта)                                                        |
| Лучшая актриса второго плана в телесериале, мини-сериале или телефильме | • Шэрон Стоун — «Мозаика» (англ.) (за роль Оливии Лейк)                                                                  |
| Лучшая актриса второго плана в телесериале, мини-сериале или телефильме | • Пенелопа Крус — «Убийство Джанни Версаче: Американская история преступлений» (за роль Донателлы Версаче)               |
| Лучшая актриса второго плана в телесериале, мини-сериале или телефильме | • Дженнифер Джейсон Ли — «Патрик Мелроуз» (за роль Элеанор Мелроуз)                                                      |
| Лучшая актриса второго плана в телесериале, мини-сериале или телефильме | • Джастин Люпе — «Мистер Мерседес» (за роль Холли Гибни)                                                                 |
| Лучшая актриса второго плана в телесериале, мини-сериале или телефильме | • Нив Нилсен — «Террор» (за роль Безмолвной)                                                                             |
| Лучшая актриса второго плана в телесериале, мини-сериале или телефильме | • Эмма Томпсон — «Король Лир» (за роль Гонерил)                                                                          |

## Специальные награды
| Награда                                                                | Лауреаты                                                                                  |
| ---------------------------------------------------------------------- | ----------------------------------------------------------------------------------------- |
| Награда имени Мэри Пикфорд (Mary Pickford Award)                       | • Раде Шербеджия                                                                          |
| Награда имени Николы Теслы (Nikola Tesla Award)                        | • Кевин Бейлли (англ.)                                                                    |
| Auteur Award                                                           | • Райан Куглер                                                                            |
| Лучший первый полнометражный фильм (Best First Feature)                | • Руперт Эверетт — «Счастливый принц»                                                     |
| Лучший актёрский ансамбль в кинофильме (Best Ensemble, Motion Picture) | • актёрский ансамбль фильма «Фаворитка»                                                   |
| Лучший актёрский ансамбль в телесериале (Best Ensemble: Television)    | • актёрский ансамбль сериала «Убийство Джанни Версаче: Американская история преступлений» |